# چانگجی
چانگجی (به لاتین: Changzhi) یک شهر مرکزی در جمهوری خلق چین است که در شانشی واقع شده‌است.

## خصوصیات
چانگجی ۱۳٬۸۶۴ کیلومترمربع مساحت و ۳٬۲۳۴٬۱۰۰ نفر جمعیت دارد.